# Redostowo
Redostowo (do 1945 Retztow) – wieś w Polsce położona w województwie zachodniopomorskim, w powiecie goleniowskim, w gminie Osina, na Równinie Nowogardzkiej, nad rzeką Stepnicą, otoczona lasami wschodnich krańców Puszczy Goleniowskiej, przy drodze krajowej nr 6.
W latach 1975–1998 miejscowość położona była w województwie szczecińskim.

## Historia
Po raz pierwszy wieś jest wspominana na piśmie w roku 1274. Powstało wtedy tutaj lenno należące do biskupa kamieńskiego Ottona von Gleichen, które przekazał grafowi Ottonowi von Eberstein. Do 1663, czyli do roku wygaśnięcia, ród ten władał Redostowem. Później, do roku 1697 wieś była własnością książęcej rodziny pruskiej von Puttbus. Od końca XVII wieku domena państwa pruskiego. Znajdowały się tutaj dwie zagrody chłopskie oraz stary folwark, zniszczony i odbudowany (1776). W 1772 wieś liczyła ok. 70 mieszkańców, zaś w 1872 ok. 270. Znajdowało się wtedy tutaj ok. 10 zagród i 4 gospodarstwa chłopskie.

## Architektura
Obecnie zachowała się we wsi dawna, zabytkowa zabudowa mieszkalna z przełomu XIX i XX wieku. Są to domy zarówno murowane, jak i te ciekawsze architektonicznie, zbudowane w technice ryglowej (mur pruski). Część domów mieszkalnych i budynków gospodarczych ma wartość zabytkową, większość jednak to budynki pochodzące już z czasów polskich. Głównym zabytkiem wsi jest kościół filialny pw. Najświętszego Serca Pana Jezusa. Jest to ryglowa świątynia salowa pochodząca z przełomu XVII i XVIII wieku. Na przełomie XVIII i XIX wieku dobudowano do niej drewnianą dzwonnicę na kamiennych fundamentach. Kościół posiada cenne wyposażenie, są to m.in. empora organowa z 1600 roku, gotycki dzwon z 1623 roku wykonany przez stargardzkiego ludwisarza Joahima Karstede oraz chrzcielnica z granitu z przełomu XIV i XV wieku. We wsi warto zobaczyć również wjazdową aleję lip – pomnik przyrody, oraz okazałą pomnikową sosnę pospolitą. W Redostowie znajduje się przystanek PKS. Wieś rolniczo-mieszkalna. Drogi asfaltowe łączą ją z Węgorzami oraz drogą krajową nr 6.
Okoliczne miejscowości: Bodzęcin, Węgorza, Kikorze, Osina, Krzywice